# Pseudfoxiphalus setosus
Pseudfoxiphalus setosus is een vlokreeftensoort uit de familie van de Phoxocephalidae. De wetenschappelijke naam van de soort is voor het eerst geldig gepubliceerd in 1991 door Andres.